# Központi stadion (Almati)
A Központi stadion (kazah nyelven: Орталық Стадион, azaz Ortalik Sztadion) egy különböző sportesemények megrendezésére alkalmas létesítmény Almatiban, Kazahsztánban. 1958-ban épült, jelenleg a Kajrat Almati labdarúgócsapata játssza itt hazai mérkőzéseit.
A pálya felülete fű, 25 057 néző befogadására alkalmas, a játéktér futópályával kerített. A stadion digitális eredményjelzővel és saját megvilágítással rendelkezik. A pályát műanyag ülőhelyekkel ellátott lelátó öleli körül, amely az egyik oldalvonal mentén teljesen fedett.
Korábban a Megaszport Almati, az Ceszna FK, a Asztana FK (fél évig) is itt játszotta hazai mérkőzéseit, valamint számos kazahkupa-döntőt is itt rendeztek. Napjainkban a kazak labdarúgó-válogatott egyes mérkőzéseinek, illetve a Kajrat Almati hazai mérkőzéseinek ad otthont.

## Külső hivatkozások
- worldstadiums.com (angolul)